# Elymus tenuispicus
Elymus tenuispicus là một loài thực vật có hoa trong họ Hòa thảo. Loài này được (J.L.Yang & Y.H.Zhou) S.L.Chen mô tả khoa học đầu tiên năm 1997.